# Lynx lynx

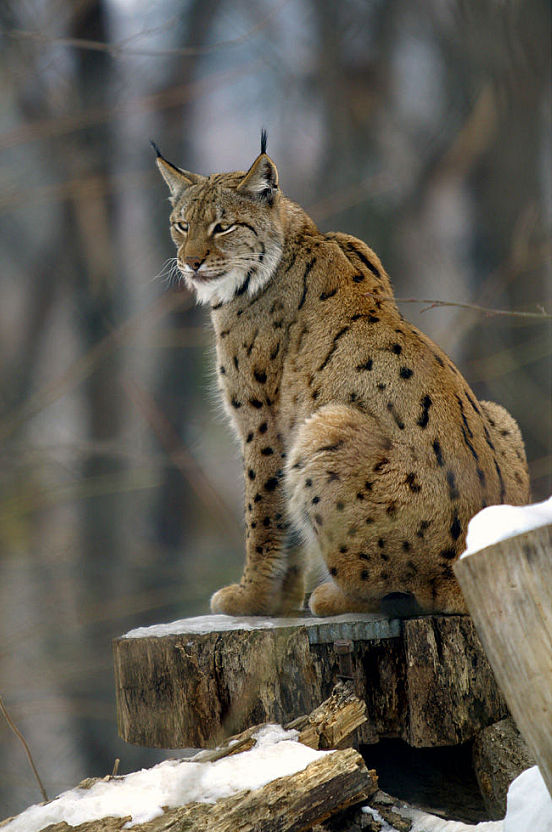
Esemplare di Lynx lynx in uno zoo

La lince europea o lince eurasiatica, anche detta lupo cerviero, Lynx lynx (Linnaeus, 1758) è uno dei maggiori predatori delle foreste europee e siberiane. Presenta un colore giallo-scuro con macchie nere. Una volta questo felino era presente in tutta Europa. A partire dalla fine del XIX secolo, in seguito alle campagne di sterminio perpetuate in molti Paesi e alla riduzione del suo habitat, si è estinto in molti Paesi dell'Europa centrale e dell'Europa occidentale, ma sono stati attuati numerosi progetti di reintroduzione.

## Tassonomia
Felis lynx fu il nome scientifico usato nel 1758 da Carlo Linneo nella sua opera Systema Naturae. Nel XIX e XX secolo furono proposte le seguenti sottospecie di lince eurasiatica:
| Sottospecie                                    | Autorità                       | Descrizione                                                                                                  | Distribuzione | Sinonimi                                                                    |
| ---------------------------------------------- | ------------------------------ | --- | --- | --------------------------------------------------------------------------- |
| Lince nordeuropea Lynx lynx lynx               | (Linnaeus, 1758)               | La sottospecie nominale, di dimensioni grandi e generalmente di colore chiaro.                               | Fennoscandia, Stati baltici, Polonia, Bielorussia, Russia europea, Monti Urali, Siberia occidentale a est fino al fiume Yenisei . | wardi (Lydekker, 1904), kozlovi (Fetisov, 1950), stroganovi (Heptner, 1969) |
| Lince siberiana Lynx lynx wrangeli             | (Ognew, 1928)                  | Sottospecie di dimensioni medie e di colore sia chiaro che scuro.                                            | Estremo Oriente russo, nella Catena degli Stanovoj e a est del fiume Yenisei .                                                    | cervaria (Temminck, 1824)                                                   |
| Lince dell'Asia centrale Lynx lynx isabellinus | (Blyth, 1847)                  | Simile per dimensioni alla lince siberiana e dal manto di colore molto chiaro.                               | Diffusa nell'ovest dell'Asia centrale, nell'Asia meridionale, nella Cina e nella Mongolia.                                        | tibetanus (Gray, 1863), kamensis (Satunin, 1905)                            |
| Lince del Caucaso Lynx lynx dinniki            | (Satunin, 1915)                | Simile alla lince nordeuropea e generalmente di colore simile a quello della lince pardina ma più rossiccia. | Caucaso, Iran, Turchia e Russia europea.                                                                                          | orientalis (Satunin, 1905)                                                  |
| Lince dei Carpazi Lynx lynx carpathicus        | (Kratochvil & Stollmann, 1963) | Sottospecie grande, di colore chiaro, con una pelliccia più densa rispetto alle altre sottospecie.           | Bacino dei Carpazi di Romania, Slovacchia, Ungheria, Ucraina e Bulgaria.                                                          | martinoi (Miric, 1978)                                                      |
| Lince dei balcani Lynx lynx balcanicus         | (Bures, 1941)                  | Sottospecie di dimensioni medie e di colore chiaro.                                                          | Serbia orientale e Macedonia del Nord, con popolazioni più piccole situate a Montenegro in Albania.                               | martinoi (Miric, 1978)                                                      |

## Caratteristiche
La lince europea è la più grossa specie di lince esistente. È molto più grande di un gatto selvatico e le sue dimensioni coincidono pressappoco con quelle di un cane di taglia media come il pastore belga. Il suo peso è distribuito in modo tale da permetterle movimenti agili e veloci, indispensabili per la cattura delle sue prede. Pesa dai 18 ai 26 kg, sebbene siano stati registrati esemplari di particolare grandezza che hanno sfiorato i 40 kg. Ha un'altezza che si aggira tra i 50/60 cm al garrese, ed è lunga circa 90/130 cm, coda esclusa. La colorazione del mantello è molto variabile: si passa da un grigio scuro uniforme ad un bruno rossiccio o giallo scuro, con macchie evidenti.
A lato del muso sono ben osservabili i ciuffi di pelo sulle guance che sembrano formare delle folte "basette"; anche sull'estremità delle orecchie sono presenti due ciuffi di pelo di colore scuro lunghi 4–5 cm. Le zampe sono munite di unghie affilate che vengono retratte durante la deambulazione; esse sono inoltre grandi e pelose consentendo così all'animale di spostarsi con facilità anche nella neve fresca oltre a muoversi in maniera talmente silenziosa da diventare quasi impercettibile.
Le zampe posteriori sono più lunghe di quelle anteriori, rendendo possibile balzi di notevoli dimensioni e scatti veloci. Ha una coda corta di circa 20 cm e ha la punta di colore nero. 
La lince possiede 28 denti: i quattro lunghi canini sono fondamentali per l'uccisione delle prede.
Possiede una vista e un udito eccezionali e riesce a saltare fino ad un'altezza di 3 metri. La vita media di un esemplare di lince in libertà può variare dai 10 ai 15 anni.

### Alimentazione
La lince preda principalmente animali di piccole o medie dimensioni come lepri, moschi, conigli, vari roditori, volpi, uccelli, invertebrati e rettili. Attacca, però, anche animali di dimensioni maggiori, quali daini, caprioli, mufloni e giovani cervi e cinghiali. Le linci del Nord Europa attaccano anche renne e, talvolta, giovani esemplari di alci, cosa che può esporle a particolari rischi, tranne che nel periodo invernale, quando i movimenti di queste grandi prede vengono resi più difficili dalla neve.
La caccia avviene soprattutto al crepuscolo: la lince, nascosta nel fitto della vegetazione, aspetta il sopraggiungere della preda per poi aggredirla di sorpresa con un balzo fulmineo, perlopiù alla gola o al collo, nel tentativo di ucciderla immediatamente. Se il primo attacco fallisce, consentendo la fuga della preda, la lince generalmente desiste dall'inseguimento a causa dell'inadeguatezza del suo apparato circolatorio che non le consente sforzi prolungati. Questo carnivoro si nutre prevalentemente delle parti muscolari dell'animale ucciso, lasciando gli organi interni intatti nella loro sede. La preda non viene consumata in una sola volta dalla lince, la quale, se non disturbata, ritorna ripetutamente a nutrirsene avendo cura ogni volta di nascondere i resti con fogliame e materiale vario.

### Riproduzione

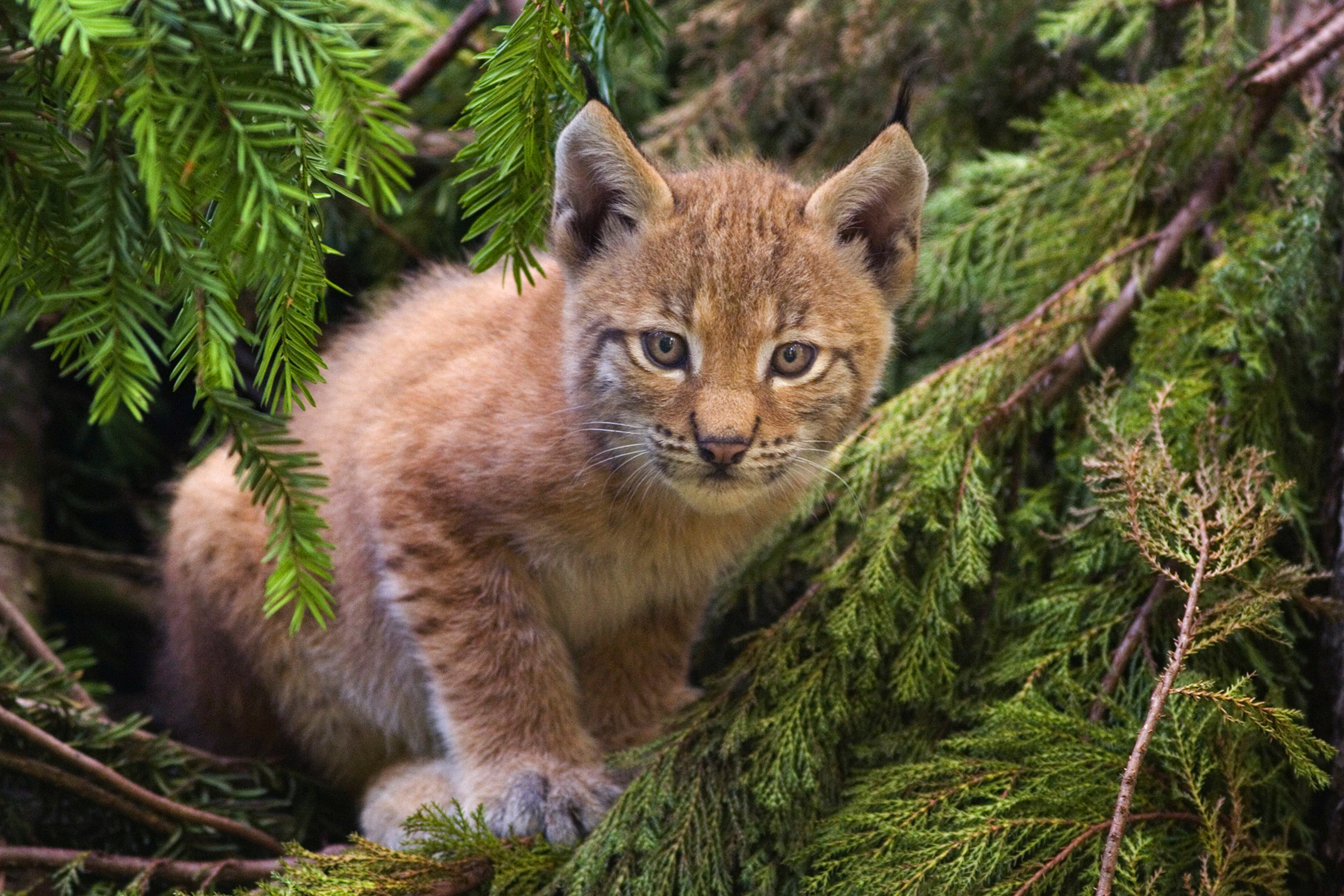
Cucciolo di lince eurasiatica

La stagione degli amori della lince eurasiatica va da dicembre a marzo; durante questo periodo il maschio emette un particolare lamento per richiamare l'attenzione delle femmine. Dopo due mesi e mezzo circa dall'accoppiamento, nascono i cuccioli, che sono solitamente da 1 a 4. I cuccioli nascono già con la pelliccia, ma totalmente ciechi. La dentatura definitiva si sviluppa nel corso del primo anno di vita ed i canini, essenziali per la caccia, appaiono per ultimi. A causa del loro lento accrescimento, i cuccioli non possono sopravvivere al primo inverno senza il supporto della madre. Mentre la madre va a caccia, essi restano nelle tane; inizieranno più tardi a seguire la madre per osservarne i movimenti.
In cattività si è osservato che più linci femmine, generalmente due abituate l'una alla presenza dell'altra, possono assumere comportamenti di "maternità comunitaria" aiutandosi reciprocamente nella cura della prole; tuttavia è ignoto se tali comportamenti possano essere assunti anche allo stato brado, sempre a causa della natura elusiva di questo animale.

### Comportamento
Le sue capacità visive, seppur eccezionali, sono meno sviluppate di quanto voglia lasciare intendere il ben noto detto "occhio di lince". Più che alla vista, pare che l'animale si affidi infatti all'udito, capacità più utile considerando l'ambiente forestale dove vivono questi felidi, perfettamente adattati alla necessità di cacciare in ambiente di foresta con condizioni di limitata visibilità. L'olfatto è invece relativamente poco sviluppato.
La lince è un animale solitario, sebbene in alcuni casi si siano visti due adulti, generalmente di sesso opposto, cacciare in coppia. Questi avvenimenti ad ogni modo non sono molto frequenti tra le linci e gli adulti si incontrano perlopiù solo durante il corteggiamento e l'accoppiamento. La lince difende con determinazione il suo territorio e spesso mostra ostilità contro qualunque predatore vi si introduca per cacciare, dalla faina al lupo, che, però, essendo la maggior parte delle volte in branco, riesce a tenerla a bada. Uno dei motivi che ha decretato la condanna di questo felino in diverse zone dell'Europa è stato proprio il suo comportamento ostile verso i concorrenti alimentari. Infatti, più di un pastore non ha accettato di buon grado la morte di uno dei propri cani, avventuratosi nel territorio di una lince. Questi animali sono soliti marcare il territorio orinando su arbusti e tronchi d'albero. Una particolarità è che l'orina della lince cristallizza, emanando un forte odore. Oltre a questo sistema di marcatura, le linci sono solite anche graffiare le cortecce degli alberi.

### Nemici
La lince europea ha ben pochi nemici: la sua aggressività tiene alla larga la maggior parte dei predatori e, nel caso le cose si mettano male, le sue doti di scalatrice la mettono al riparo dal pericolo. In tutto il suo areale la lince è in competizione con il lupo, che in genere ha la meglio poiché vive in branco; la lince, però, la maggior parte delle volte riesce a rifugiarsi sugli alberi. Altro nemico della lince è, nel Nord Europa, il ghiottone che, a differenza del lupo, può inseguirla anche sugli alberi. I ghiottoni comunque non rappresentano una grande minaccia per le linci adulte, a causa delle ridotte dimensioni, a differenza dei lupi. Le linci sono in competizione anche con i piccoli carnivori, quali martore, tassi, volpi rosse, sciacalli dorati e gatti selvatici, ma di solito gli scontri si risolvono a favore della lince, essendo essa più grande e più forte. Talvolta, essa addirittura regola la densità demografica degli stessi. In alcune zone dell'areale asiatico, invece, le linci sono preda di alcuni felini più grossi, come leopardi, leopardi delle nevi e tigri siberiane. Infine, i cuccioli di lince, oltre che di questi predatori, possono cadere vittime anche di orsi bruni, aquile reali e gufi reali.
Può subire il cleptoparassitismo degli sciacalli dorati.

### Rapporti con l'uomo
La lince, a causa della sua presunta pericolosità, è stata in passato perseguitata e, in alcune regioni europee, addirittura sterminata. In realtà, si tratta di un animale molto elusivo e schivo e, pertanto, quasi del tutto innocuo per l'uomo. Probabilmente, nei secoli passati vi sono state alcune aggressioni della lince all'essere umano, ma ad oggi sono assai rare. Fondamentalmente, i motivi della sua scomparsa da vaste regioni d'Europa sono le aggressioni al bestiame (gatti, pollame, capre, pecore o vitelli) e la sua fulva pelliccia maculata, che suscitava le attenzioni dei bracconieri. Le possibilità di osservare direttamente la lince in natura sono estremamente ridotte e solo le sue tracce o i resti dei suoi pasti consentono di intuirne la presenza. Una particolarità della lince è la sua grande intelligenza e la sua attitudine all'addomesticamento: è stato dimostrato che l'animale è in grado di condividere con l'uomo lunghi periodi di vita. Sono stati accertati i segni di un suo ritorno nel Nord Italia e nell'Italia centro-meridionale. La sua presenza è stata accertata negli ultimi anni sui monti della Sila, in Calabria, dove si credeva scomparsa.

## Conservazione
Per l'ampiezza del suo areale che va dai Pirenei, passando per l'Italia e l'Est europeo, fino alle foreste siberiane e la complessiva numerosità della popolazione, la IUCN Red List classifica Lynx lynx come specie a basso rischio.

## Habitat
La lince vive solitamente nelle regioni boschive con un terreno abbastanza aspro e roccioso, dove possono nascondersi e moltiplicarsi le prede e vi è quindi maggior possibilità di trovare animali da cacciare. Un territorio roccioso è importante anche per poter trovare più facilmente rifugio durante l'inverno o durante l'accudimento dei cuccioli.
La sua zona di caccia è molto ampia e varia mediamente tra i 200 ed i 300 km², a volte arriva a superare i 400 km².

## Distribuzione nelle varie aree geografiche

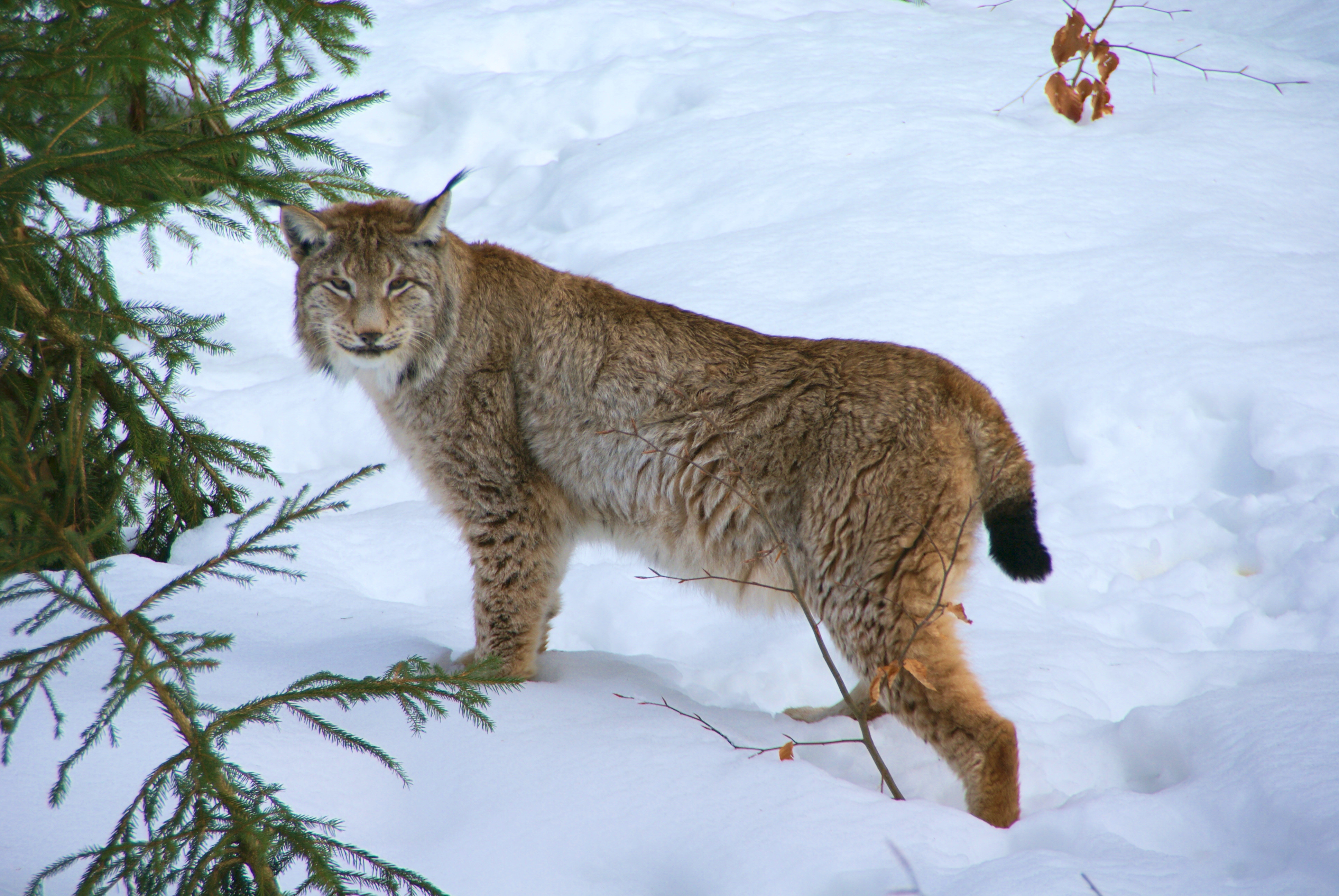
Una lince europea fotografata nel Parco nazionale della foresta bavarese.

### Europa
Italia - Negli ultimi anni le Alpi orientali (dal Tarvisiano, al Bellunese, fino alla Lessinia e al Trentino orientale) sono interessate da un naturale fenomeno di ricolonizzazione da parte di esemplari provenienti dalle popolazioni austriaca e slovena, osservato per il Friuli Venezia Giulia a partire dal 1976.
Sporadicamente sono stati segnalati alcuni individui in Lombardia, Valle d'Aosta e Piemonte, provenienti dalle popolazioni svizzere. Nel 2022 ne è stato avvistato un esemplare in Piemonte nella zona dell'Ossola.
Di contro, ad eccezione di taluni tentativi di reintroduzione, mancano prove certe sulla presenza della lince negli Appennini. Complessivamente si stimano 40-50 esemplari sulle Alpi (quasi tutti nelle Alpi orientali, tra Veneto, Friuli-Venezia Giulia e Slovenia), mentre la popolazione appenninica stimata è pressoché nulla.
Francia - Estinta nel XX secolo, ma reintrodotta nei Vosgi e nei Pirenei. Presente nel Parco nazionale della Vanoise confinante con il parco italiano del Gran Paradiso. Presente anche in diversi punti vicino al confine con la Germania.
Germania - La lince fu sterminata entro il 1850. È stata reintrodotta nella Foresta bavarese e nel Harz negli anni '90. Nel 2002 ci fu la prima nascita di linci nel territorio tedesco: una coppia ha avuto i natali nel Parco nazionale dell'Harz. È presente nella Foresta Nera e in molte zone al confine con la Polonia.
Svizzera - Estinta entro il 1915, fu reintrodotta nel 1971 nel Parco Nazionale dell'Engadina e poi in altri Cantoni. Secondo l’ultima stima della popolazione nel 2018, erano presenti circa 254 linci (subadulte e adulte), 75 delle quali nel Massiccio del Giura e 179 nelle Alpi. Inoltre – a seconda della stagione – si aggiungono il 15-30% di cuccioli dell’anno e che vivono ancora con la madre al momento del monitoraggio. I cuccioli non vengono conteggiati nelle sessioni di censimento a causa del loro alto tasso di mortalità (solo uno su quattro raggiunge l’età di adulto). Alcuni esemplari sono presenti anche a sud delle Alpi (Canton Ticino e distretti italofoni del Canton Grigioni), da dove occasionalmente arrivano in Italia. Dalla Svizzera le linci si sono diffuse anche in Austria e Slovenia, dove erano scomparse.
Polonia - Ci sono circa 500 linci nella Foresta di Białowieża e nei Monti Tatra.
Carpazi - Si stimano circa 2200 linci in questa catena montuosa, che si estende dalla Repubblica Ceca alla Romania; quella carpatica rappresenta la più grande popolazione di linci ad ovest del confine con la Russia.
Balcani - In Serbia, Macedonia del Nord, Albania, Grecia e Kosovo e nella zona interna della Croazia si stimano circa 150 linci.
Scandinavia - Ci sono circa 2500 linci in Norvegia, Svezia e Finlandia. Le linci scandinave erano sull'orlo dell'estinzione, ma il loro numero è aumentato dopo la protezione. Per questo motivo la caccia alle linci è stata di nuovo legalizzata, seppur soltanto in alcuni periodi dell'anno.

### Russia e Asia
Russia - Più del 60% di tutte le linci eurasiatiche vive nelle grandi foreste siberiane. Sono distribuite anche in altre zone della Russia dai confini occidentali, al Caucaso fino all'isola del Pacifico di Sachalin.
Asia centrale - La lince è nativa delle province cinesi di Gansu, Qinghai, Sichuan e Shaanxi, come di Mongolia, Kazakistan, Uzbekistan, Turkmenistan, Kirghizistan e Tagikistan.